# 六氟锑酸钠
六氟锑酸钠，化学式 Na[SbF6]，是钠的六氟锑酸盐。

## 性质
六氟锑酸钠是极易溶于水的米色固体，熔点1360 °C。

## 危害
吸入或摄入六氟锑酸钠有毒。
燃烧六氟锑酸钠会产生氢氟酸、氧化钠和锑的氧化物。强酸和氧化剂会和六氟锑酸钠剧烈反应。